# Atropha vernalis
Atropha vernalis är en stekelart som beskrevs av André Seyrig 1932. Atropha vernalis ingår i släktet Atropha och familjen brokparasitsteklar. Inga underarter finns listade.